# 京都 宇治・洛南1dayチケット
京都 宇治・洛南1dayチケット（きょうと うじ・らくなんワンデイチケット）とは、大阪市高速電気軌道（Osaka Metro）、京阪電気鉄道（京阪）、泉北高速鉄道（泉北高速）、南海電気鉄道（南海）が共同で発売している乗り放題の電子カードと各種割引・特典が受けられるクーポン券をセットにした切符である。

## 概要
宇治市と洛南と呼ばれている京都市南部エリアの観光客誘致のために登場した。毎年登場しているが、いつも期間限定である。

## 発売社と乗り放題エリア
- 南海は高野山駅、関西空港駅以外の駅で、泉北高速は全駅で発売されている。
- 乗り放題エリアは上記の発売駅に大阪市高速電気軌道の全線、京阪の京津線と石山坂本線、男山ケーブル以外の全線。

## 特典が受けられる施設
この切符についているクーポンを提示すると、以下の施設で各種割引・特典が受けられる。
- 平等院　特製はがき進呈
- 源氏物語ミュージアム　入館料割引
- つうゑん茶屋　飲食代・お土産品10%割引
- 三室戸寺　拝観料　団体扱い
- 高台寺　拝観料　団体扱い
- 青蓮院　拝観料　団体扱い
- 藤森神社　絵はがき進呈
- 茶寮都路里（本店・高台寺店）　ポストカード進呈